# 2021年俄罗斯反普京示威
2021年俄罗斯反普京示威始于当年1月23日，俄羅斯各地爆發反對執政超過20年弗拉基米爾·普京的示威。反对派领袖阿列克谢·纳瓦利内遭逮捕、刻畫普京宮内情的紀錄片《普京宫殿：史上最大的贿赂》正式發行而觸發民憤皆是示威爆發的主因。抗議活動第一天共波及俄罗斯198个城镇，是自2011年－2013年俄罗斯示威以來該國最大規模的反政府抗議事件。
2月2日，納瓦尼三年半的緩刑刑期被替換成徒刑，減去之前經受過的軟禁時期後，他仍要面臨爲期兩年半的監禁。
2月4日，納瓦尼的幕僚長列昂尼德·沃爾科夫表示直到春天或夏天前不會再舉行任何示威活動，以專注在秋季的國家杜馬選舉。他也稱團隊將動用“外交方式”施壓政府釋放納瓦尼。

## 事件背景
2020年8月20日，納瓦尼在一班自托木斯克飛往莫斯科的航班上遭人用神經性毒劑下毒，被緊急送院。他隨後獲轉移至德國柏林接受治療，並在9月22日出院。禁止化學武器組織（OPCW）確認施襲者所使用的神經性毒劑為諾維喬克。雖然克里姆林宮否認涉及此宗下毒案，但歐盟及英國皆對該國采取了反制行動，宣佈制裁六名高級俄國官員及一家國有化學中心。納瓦尼本身則指控俄羅斯總統普丁策劃了此次下毒案，獨立調查網站及獨立媒體發佈的調查報告稱俄羅斯聯邦安全局的特務對納瓦尼下毒。
2021年1月17日，納瓦尼在一抵達俄羅斯後即刻遭俄羅斯警察以違反緩刑爲由逮捕。俄羅斯聯邦監獄局（FSIN）在納瓦尼抵俄前就已經指出他有可能因違反緩刑規定面對牢獄之災，且宣稱該局“有義務”拘押他。2014年，納瓦尼因葉露芝案被判緩刑，但他指判決是出於政治考量，而歐洲人權法院則在2017年宣判納瓦尼的判刑不公。另一方面，俄羅斯聯邦偵查委員會表示該會正對納瓦尼的詐欺指控做出調查。納瓦尼遭逮捕隔日，法庭判定納瓦尼違反緩刑條例，須還押至2月15日。該局在納瓦尼遭羈押的警察局内設立了臨時法庭，而他將在1月29日面對另一項判決，法官將就納瓦尼的緩刑是否應替換成牢期作出審判。納瓦尼炮轟整起事件“極度無法無天”，呼籲支持者走上街頭，要他們“不要靜默。反抗。走上街頭——不是爲了我，而是爲了你自己” 。納瓦尼的盟友列昂尼德·沃爾科夫表示他們為1月23日全國各地將舉行的示威做出了積極準備。
1月19日、納瓦尼仍在獄中時，他成立的反腐敗基金會正式發行由納瓦尼配音的紀錄片《普京宫殿：史上最大的贿赂》，指控普丁貪污，且呼籲民衆上街示威。抗議事件爆發前，紀錄片在上的點閱率已經突破六千萬大關。紀錄片發行隔日，俄羅斯聯邦通信、信息技術與大衆傳媒監督局要求該國最受歡迎的社交網路服務網站及遏制號召民衆示威的訊息繼續傳播，然而此項要求是否收穫成效則備受質疑。
1月21日，當局開始逮捕包括柳博芙·索博爾在内的納瓦尼助理及盟友，其中有人遭判坐牢或罰款，而索波爾則獲釋放。俄羅斯聯邦内務部揚言起訴號召他人參與抗議的民衆，而檢察總長則命令審察機構，即通信、信息技術與大衆傳媒監督局禁止網民訪問宣傳抗議活動的網站。22日，内務部發佈文告警告民衆勿鼓動及參與抗議事件，聲明指嘗試舉辦未經許可的活動及“示威者的挑釁行爲”將被視爲“對公衆秩序的威脅”，且將“即刻遭鎮壓”。社交媒體開始移除關於抗議的消息，其中阻止用戶訪問多個抗議頁面，若嘗試點開頁面則能看到的聲明，稱他們應檢察官辦公室要求封鎖頁面。通信、信息技術與大衆傳媒監督局也稱、及已經阻止網民訪問特定内容，且表示這些頁面“呼籲兒童參與非法大型集會”。然而，臉書及都對此作出否認。臉書指出他們“收到當地監管機構要求，限制用戶訪問宣揚抗議活動的内容，但因此類内容並無違反臉書的社群規範，將獲保留”。

## 抗議活動

### 1月23日：示威爆发

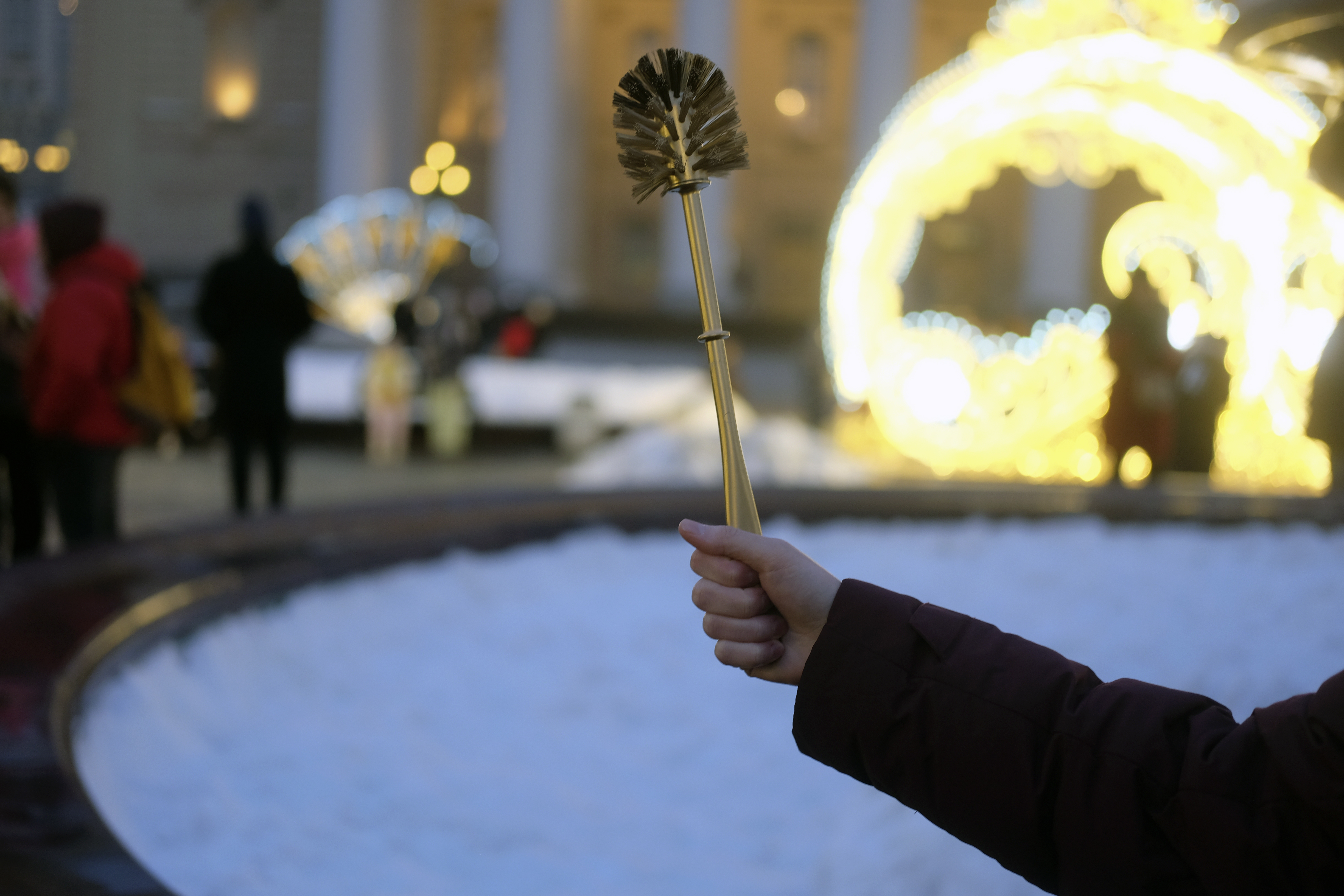
示威者高舉馬桶刷，象徵納瓦尼對普丁宮的調查。

路透社預測莫斯科約有40,000人參與抗議活動，然而有關當局預測僅有4,000人現身，其他機構預測的參與人數則從15,000至25,000不等。抗議人士在特維爾大街及普希金廣場聚集，隊伍一直延伸到納瓦尼被扣的水手寂静看守所。防暴警察在抗議活動開始前就開始驅散及逮捕示威者，納瓦尼之妻尤利娅·纳瓦利纳娅在莫斯科地鐵劇院站出口被捕，三小時後獲釋；納瓦尼盟友索博爾則在抵達普希金廣場不久後遭短暫拘捕，之後也被罰款。警員與抗議人士爆發搏鬥。示威者亦在茨維諾大道截停一輛聯邦安全局車輛並以雪球攻擊之，司機據報眼睛受傷。官方媒體報道約40名警員受傷，俄羅斯聯邦偵查委員會則宣佈該會已經就警員所受的暴力事件展開調查。俄羅斯饒舌歌手、饒舌團體成員伏拉迪（Vladi）、導演瓦西里·西加列夫、作家德米特里·贝科夫皆現身普希金廣場參與抗議。

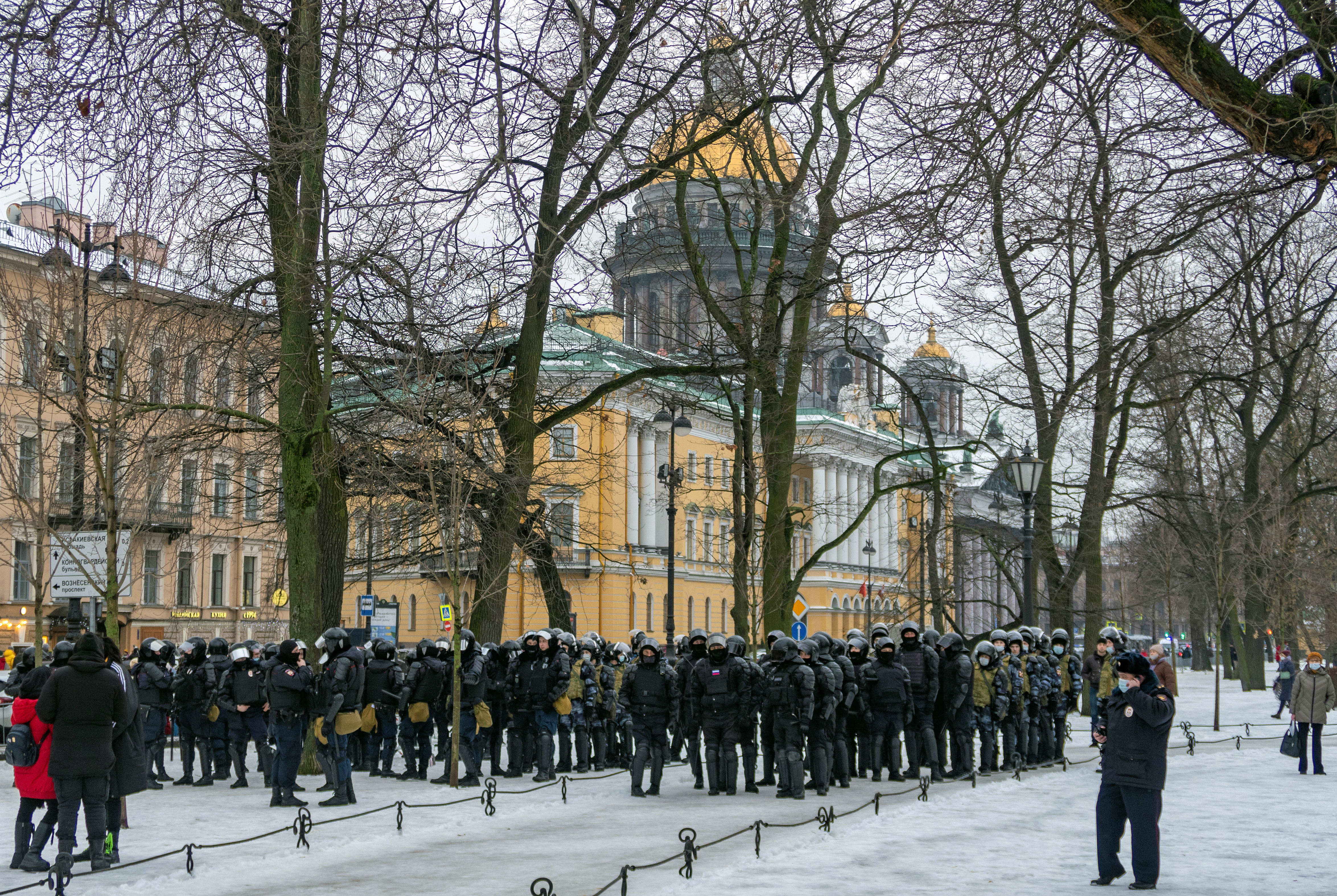
聖彼得堡亞歷山大花園 (聖彼得堡)

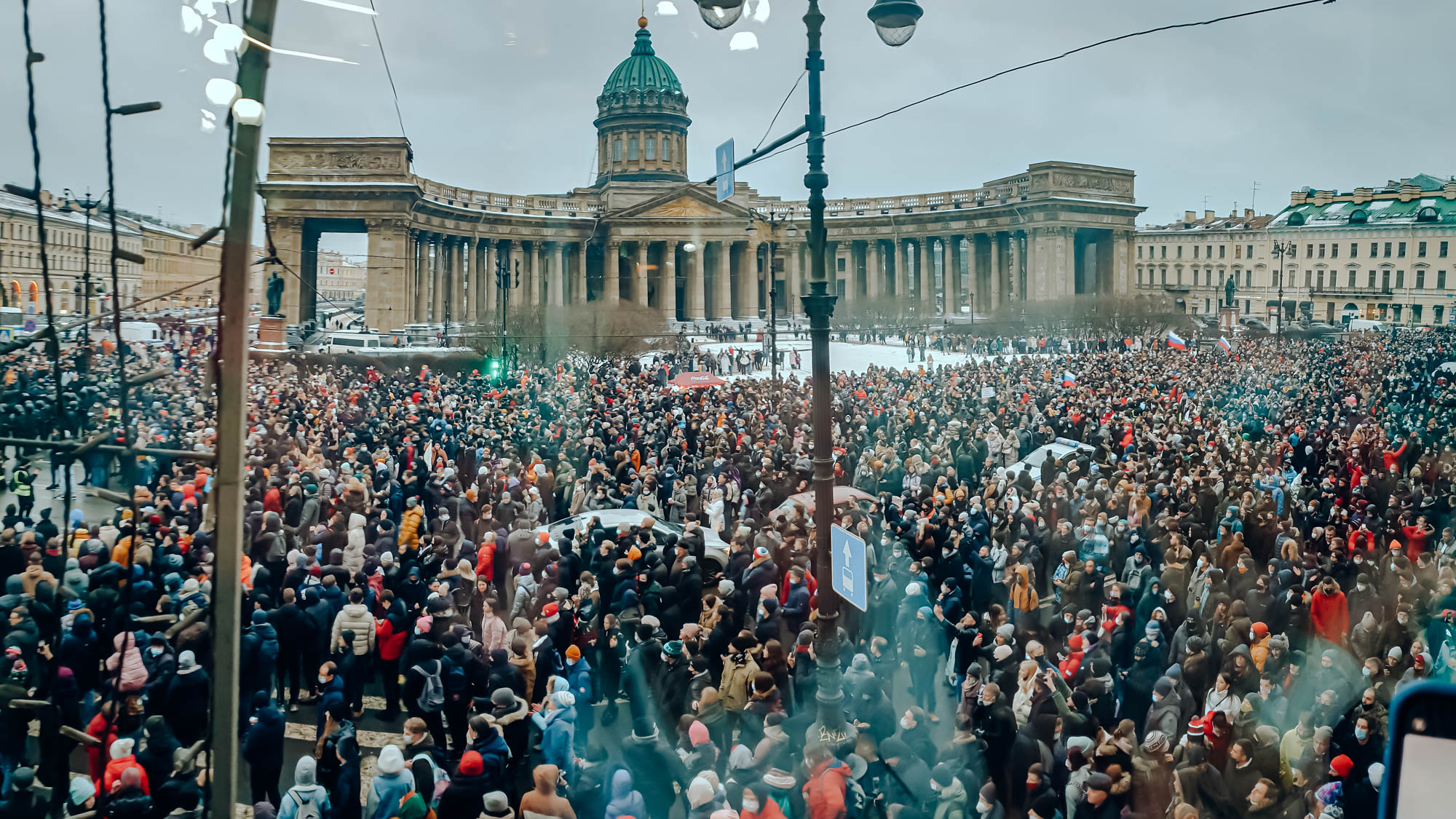
圣彼得堡涅瓦大街

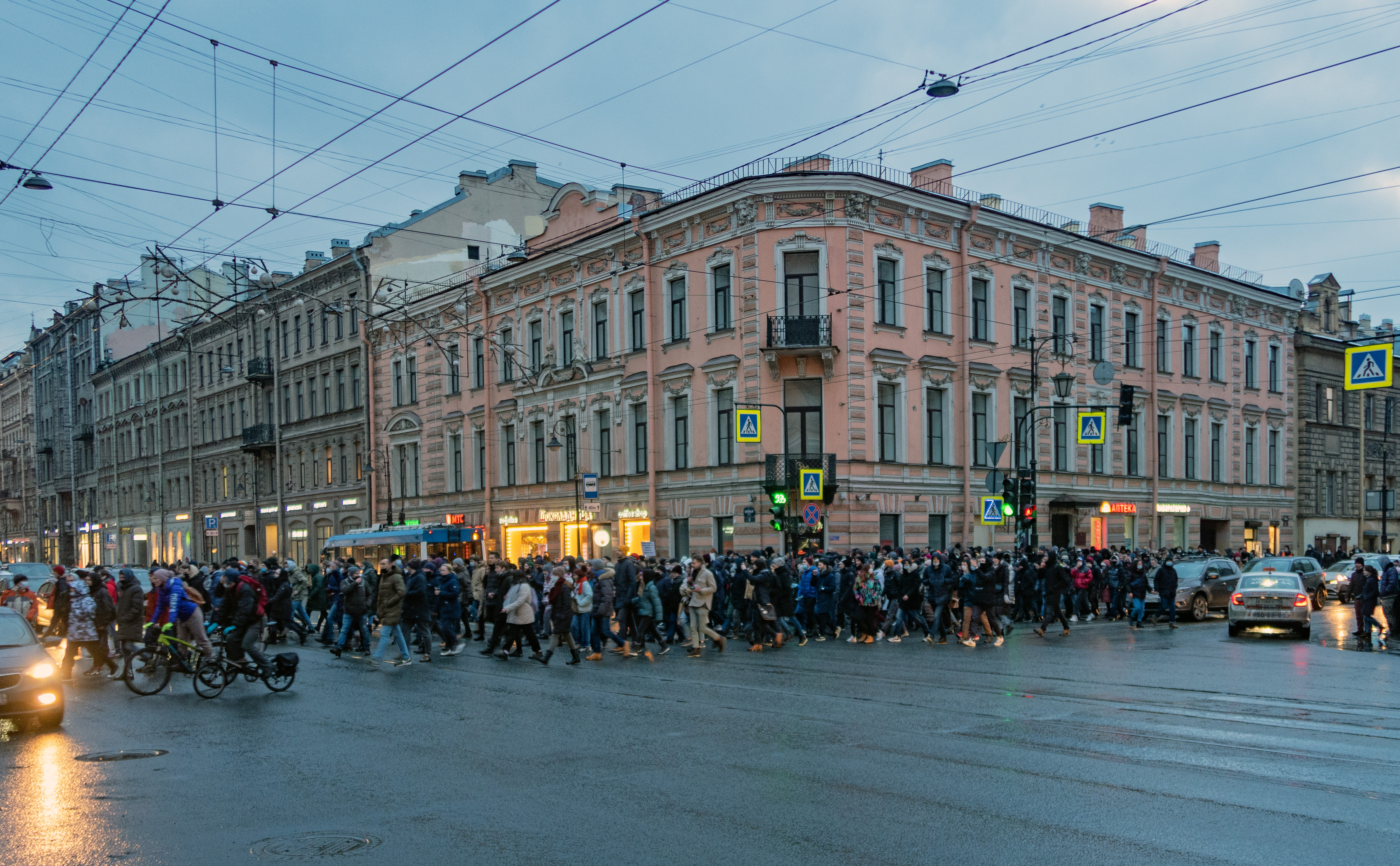
圣彼得堡铸造厂大街

《生意人報》指約有5,000人出席聖彼得堡的抗議活動，異議人士米哈伊尔·霍多尔科夫斯基創辦的傳媒則報道出席人數為10,000左右。抗議人士先聚集在樞密院廣場，後開始往涅夫斯基大街、喀山主教座堂及戰神廣場前進，而警方則在抗議隊伍抵達戰神廣場時開始驅散人群。一名防暴警察脚踢一位女士腹部的視頻在網上廣泛流傳，受攻擊的女士據報被送進了加護病房。警方致歉，而俄羅斯聯邦内務部則對事件展開調查。俄羅斯獨立媒體稱聖彼得堡有超過500位示威者遭到逮捕。
彼爾姆的示威人數預計介於3,000至10,000人之間。傳媒報道指出巴什科爾托斯坦最大城市烏法有約2,500人參與抗議活動，車里雅賓斯克有約5,000人，薩馬拉及阿爾漢格爾斯克則各有3,000人左右出席。在喀山市，約3,000至4,000名公衆聚集在抗議活動起點——鮑曼街；而加里寧格勒則有近3,000人聚集，並游行至勝利廣場。克拉斯諾達爾有5,000至7,000人出席抗議活動，且有超過50人遭到逮捕。
西伯利亞的最大城新西伯利亞有大約4,000名示威者出席抗議活動。數千人從該城的軍官之屋游行至市中心的列寧廣場。警方强行驅散示威人群、封鎖主要街道，稱約100人遭拘押。西伯利亞另一大城伊爾庫次克則有數千人參與抗議活動。
葉卡捷琳堡的抗議人數估計介於3,000至10,000人不等。當局預測有3,000人出席，但納瓦尼團隊在當地的總部則給出了較高的估數——10,000人。俄羅斯媒體預估有5,000人出席。前市長及反對派政治人物葉夫根尼·羅伊茲曼及該市杜馬副主席康斯坦丁·吉斯勒夫（Konstantin Kiselev）均有現身。防暴警察嘗試解散聚集的抗議人士，雙方發生衝突，示威者使用雪球攻擊警員。
俄羅斯遠東地區方面，《新報》指出近3,000人參與了海參威的抗議活動。該國Youtuber尤里·杜德亦有到場，但他告訴記者他是爲“音樂、文化及友善事務”而出席。示威者往中心廣場前進，但遭警方驅散。在伯力，《新報》報道稱有1,000人左右聚集在列寧廣場聲援納瓦尼及遭拘捕的前哈巴羅夫斯克邊疆區首長謝爾蓋·富爾加爾，警方隨後開始清場及展開逮捕。氣溫低至−50 °C的雅庫次克亦有數百名抗議人士聚集在該市主要廣場。的報道顯示超過60人在伯力遭到拘捕；海參威也有超過30人被扣；雅庫次克則是30人被逮。
俄羅斯一些城市在當日發生互聯網及行動網路故障。莫斯科、聖彼得堡、克拉斯諾達爾、秋明、車里雅賓斯克、葉卡捷琳堡、沃羅涅日、顿河畔罗斯托夫及薩拉托夫均面對通訊問題。俄羅斯境内的推特用戶也投訴訪問推特時面對阻礙。
俄羅斯全國共有3,893人在當日遭逮捕，其中超過1,400人在莫斯科被扣。

#### 各市鎮抗議活動
| 各城鎮出席及被捕人數 | 各城鎮出席及被捕人數 | 各城鎮出席及被捕人數 | 各城鎮出席及被捕人數                                                                                          |
| 城鎮                 | 抗議人數             | 拘捕人數             | 抗議地點 |
| -------------------- | -------------------- | -------------------- | --- |
| 亞巴坎               | –                    | 2                    | |
| 阿爾梅季耶夫斯克     | –                    | 3                    | |
| 阿爾漢格爾斯克       | 100—300              | 5                    | 工會廣場（Trade Union Square）                                                                                |
| 巴拉希哈             | –                    | 1                    | |
| 巴爾瑙爾             | –                    | 19                   | |
| 別爾哥羅德           | –                    | 2                    | |
| 比斯克               | –                    | 9                    | |
| 海蘭泡               | –                    | 13                   | |
| 博爾                 | –                    | 1                    | |
| 布拉茨克             | –                    | 1                    | |
| 大盧基               | –                    | 7                    | |
| 大諾夫哥羅德         | –                    | 6                    | |
| 海參崴               | 3,000                | 35                   | |
| 伏拉迪米爾           | –                    | 1                    | |
| 沃洛格達             | 1,000                | 2                    | |
| 沃羅涅日             | –                    | 2                    | |
| 葉卡捷琳堡           | 10,000               | 7—14                 | |
| 伊萬諾沃             | 500—600              | 1                    | 列寧大道（Lenin Avenue）                                                                                      |
| 伊熱夫斯克           | 1,000–1,500          | 6                    | 中央廣場（Central Square）                                                                                    |
| 伊爾庫次克           | 200+                 | 3                    | |
| 喀山                 | 10,000               | 52                   | 鮑曼街、黑湖公園（Black Lake Park）、自由廣場（Freedom Square）                                               |
| 克麥羅沃             | –                    | 4                    | |
| 基姆雷               | –                    | 1                    | |
| 克林                 | –                    | 1                    | |
| 阿穆爾河畔共青城     | –                    | 23                   | |
| 克拉斯諾亞爾斯克     | 1,000—1,500          | 46                   | |
| 克拉斯諾達爾         | 4,000—6,000          | 18                   | 紅街（Red Street）                                                                                            |
| 庫爾干               | -                    | 15                   | |
| 利佩茨克             | 1,000                | 11                   | 勝利廣場（Victory Square）、彼得大帝廣場（Peter the Great Square）、列寧-大教堂廣場（Lenin-Cathedral Square） |
| 鋼城                 | –                    | 0                    | |
| 馬哈奇卡拉           | –                    | 13                   | |
| 莫斯科               | 約40,000             | 937                  | 特魯本納亞廣場（Trubnaya Square）、斯特拉斯特諾伊大道、普希金廣場、特維爾大街、彼得羅夫卡街                   |
| 莫曼斯克             | 數百人               | 0                    | 五角廣場 |
| 卡马河畔切尔内       | 500—600              | 22                   | 哈山圖繁大道（Hasan Tufan Avenue）                                                                            |
| 下瓦爾托夫斯克       | 30                   | 7                    | |
| 下諾夫哥羅德         | 10,000               | 36                   | 米寧和波扎爾斯基廣場、波爾沙雅-波克羅斯卡亞夫街                                                               |
| 下圖拉               | –                    | 1                    | |
| 新莫斯科斯克         | –                    | 1                    | 城市（蘇聯）廣場（City (Soviet) Square）                                                                      |
| 新西伯利亞           | 5,000                | 90                   | 紅色大道（Red Prospekt）、列寧廣場（Lenin Square）                                                            |
| 鄂木斯克             | –                    | 12                   | |
| 奧倫堡               | –                    | 14                   | |
| 奔薩                 | –                    | 9                    | 列寧廣場（Lenin Square)                                                                                       |
| 彼得羅扎沃茨克       | –                    | 10 — 23              | |
| 普斯科夫             | –                    | 11                   | |
| 普希諾               | –                    | 3                    | |
| 頓河畔羅斯托夫       | 3,000                | 50                   | 普希金街、波爾沙雅-沙多瓦雅街                                                                                 |
| 雷賓斯克             | –                    | 2                    | |
| 梁贊                 | –                    | 3                    | 勝利廣場（Victory Square）、列寧廣場（Lenin Square）                                                          |
| 聖彼得堡             | 30,000               | 378                  | 樞密院廣場、海軍部區大道（Admiralteisky Prospekt）、涅夫斯基大街、戰神廣場、起義廣場                          |
| 薩馬拉               | 2,000—3,000          | 45                   | 榮耀廣場（Square of Glory）、第二十一軍團英雄廣場（Square of Heroes of the 21st Army）                        |
| 薩拉托夫             | 1,000—1,500          | 0                    | 基洛夫大道（Kirov Avenue）、劇院廣場（Theater Square）                                                        |
| 塞凡堡1              | 200                  | 6                    | |
| 北德文斯克           | 100—200              | 2                    | |
| 謝爾吉耶夫鎮         | –                    | 1                    | |
| 辛菲洛普1            | –                    | 8                    | |
| 斯摩倫斯克           | –                    | –                    | |
| 索契                 | 200—300              | 2—5                  | 大旗廣場（Flag Square）                                                                                       |
| 蘇爾古特             | 30                   | 4                    | |
| 瑟克特夫卡爾         | 1,000                | –                    | |
| 塔魯薩               | –                    | 1                    | |
| 特維爾               | –                    | 3                    | |
| 托波爾斯克           | –                    | 3                    | |
| 陶里亞蒂             | –                    | 3                    | |
| 托木斯克             | 2,000                | 4                    | |
| 圖拉                 | 200                  | 15                   | |
| 秋明                 | 1,000—1,500          | 4                    | 中央廣場（Central Square）                                                                                    |
| 烏蘭烏德             | –                    | 4                    | |
| 烏里揚諾夫斯克       | –                    | 3                    | |
| 烏斯季伊利姆斯克     | –                    | 4                    | |
| 烏法                 | –                    | 12                   | 薩拉瓦特·尤拉耶夫廣場（Salavat Yulaev Square）、巴什基爾白屋                                                  |
| 烏亞爾               | –                    | 1                    | |
| 伯力                 | 1,000—1,500          | 28                   | |
| 漢特-曼西斯克        | 20                   | 0                    | |
| 霍爾姆斯克           | –                    | 0                    | |
| 切列波韋茨           | 450                  | 0                    | |
| 赤塔                 | –                    | 2                    | |
| 南薩哈林斯克         | –                    | 14                   | |
| 雅庫次克             | –                    | 30                   | |
| 總數                 | –                    | 2,662                | |

1 國際普遍認可為烏克蘭領地，詳情見克里米亞的政治處境及俄羅斯兼併克里米亞。

#### 後續
與納瓦尼同爲政黨未來俄羅斯創始人的列昂尼德·沃爾科夫表示該團隊計劃在1月31日組織更多抗議活動，並在之後的每個星期六或星期日都走上街頭，直至他們的訴求獲滿足爲止（此計劃與2020－2021年白俄羅斯示威相似）。沃爾科夫也稱下一場抗議活動將在坐落於盧比揚卡廣場的聯邦安全局總部外及總統府行政機關所在地舊廣場舉行，選在此地舉行抗議是因爲聯邦安全局就是“下毒者”，而行政機關“是監禁納瓦尼與否的決策者”。
截至1月25日，莫斯科一般管轄權法院（courts of general jurisdiction）共接獲448宗行政違規案，其中441宗涉嫌違反俄羅斯聯邦行政犯罪法典第20.2條文（違反抗議規則），另有七宗涉嫌違反第19.3條文之一（未能遵守警察、軍人或官員的合法指令或要求）。
一名俄羅斯網紅及其友人被指示威期間破壞一輛隸屬聯邦安全局的車輛，隨後遭到拘捕。網上廣傳的視頻可見示威者猛烈攻擊行經抗議地點的車輛，司機據報眼部嚴重蒙傷，被送院治療。截至1月26日，俄羅斯聯邦偵查委員會已經開檔調查20宗刑事案件，其中多數為對執法當局使用暴力；1月28日，偵查委員會再以沃爾科夫“游説未成年人犯罪”爲由對其開展刑事調查。
網上亦流傳一段婦女遭防暴警察狠踹之視頻，該婦女據報在情況惡化之後再度入院。抗議活動隔日她獲准出院，她表示該警察曾前往醫院探訪，她也已經接受對方的道歉，唯之後又稱如此做只是爲了“不想被關注”。聖彼得堡檢察署强調事件正獲調查，但俄羅斯國家杜馬主席维亚切斯拉夫·沃洛金選擇捍衛該警官，認爲他“遭阻礙辦公”。
納瓦尼團隊稱俄羅斯警方在抗議活動數天后、1月31日的抗議活動前搜查了納瓦尼的公寓，當時其胞弟奧列格·納瓦尼（Oleg Navalny）在場，他隨後遭警方帶走。反腐敗基金會亦稱官員對其總部、“納瓦尼在綫”（Navalny Live）錄音室及納瓦尼新聞秘書兼助理基拉·亞爾米許和其私人醫生阿納斯塔西婭·瓦西里耶娃（Anastasia Vasilyeva）兩人的寓所進行了搜索。基金會主席日丹諾夫（Ivan Zhdanov）稱内務部是以俄羅斯聯邦刑事法典第236條文、即違反衛生及流行病標準爲由展開搜查。
納瓦尼團隊位於下諾夫哥羅德的協調員羅曼·齊古博夫（Roman Tregubov）於1月28日被拘捕，隔日遭判坐牢五天。1月30日、即下一場抗議活動舉行前，網上突然流出一段齊古博夫的自白影片，他宣佈自己辭職並促請民衆勿參與第二天的抗議活動。然而，齊古博夫的律師認爲他受到威脅而被迫錄製視頻，並公開齊古博夫給地方檢察官與該市地方法官寫的親筆信。信中齊古博夫强調其律師不在場見證之下由他做出的“聲明、證詞或籲請”應當被視作是“處於嚴刑拷打、壓力及外部逼迫之下所爲”。偵察委員會早前公佈的數段視頻中，也可見涉嫌攻擊執法人員而遭拘捕的示威者表示自己“深感抱歉”、且“後悔”。

### 1月31日

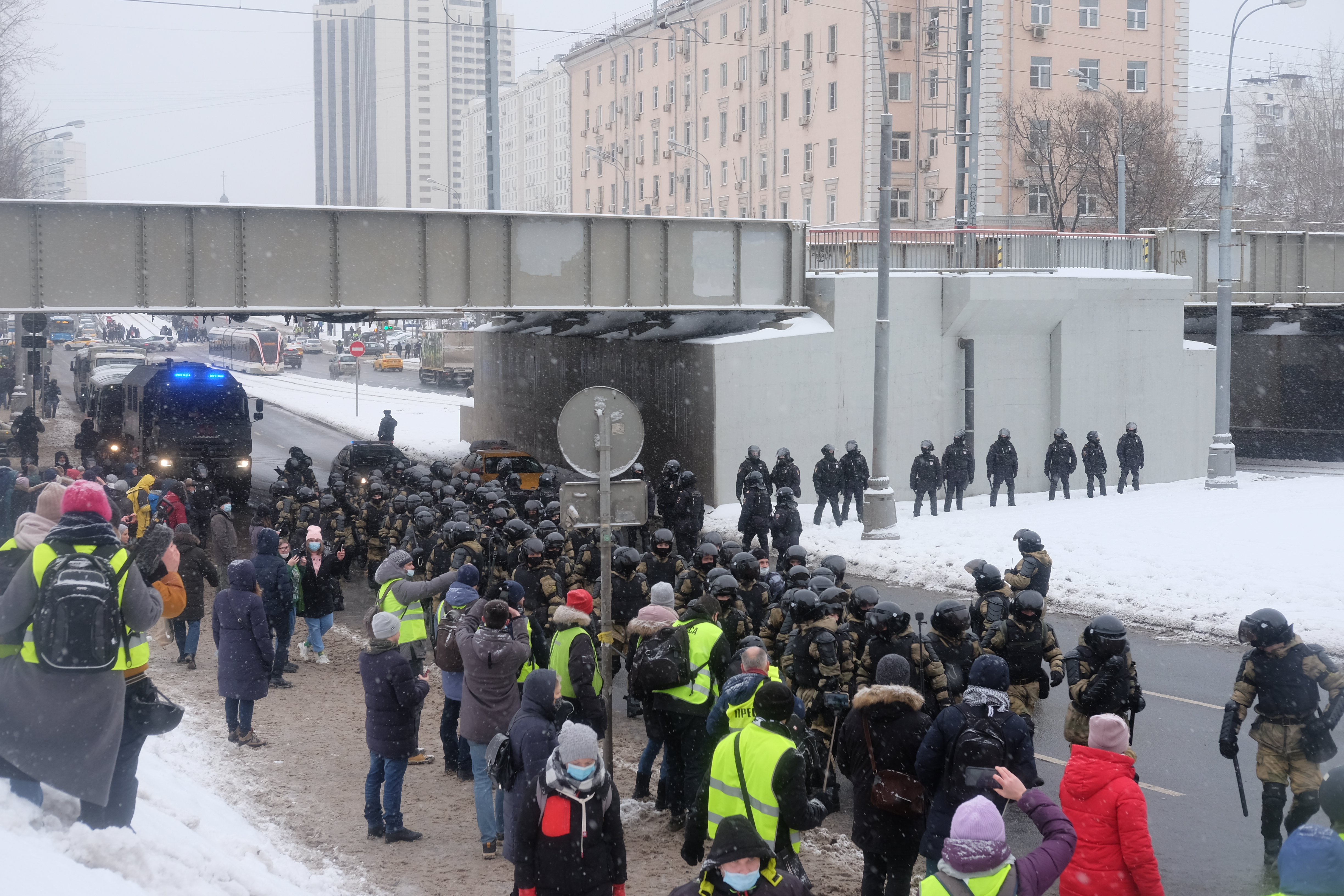
莫斯科Rusakovskaya街

抗議活動開始前，當局決定封鎖莫斯科市中心包括亞歷山大公園站、獵人商行站、劇院站、革命廣場站、庫茲涅茨克橋站、盧比揚卡站與基塔城站在内的地鐵車站大廳，且在市中心實施行動管制、禁止商店及餐館營業。位於盧比揚卡廣場的聯邦安全局總部同樣遭警方以警戒綫封鎖，避免民衆靠近。抗議活動主辦當局隨即將示威起點轉移至蘇哈列夫站與紅門站，警方反擊，逮捕聚集在當處的抗議人士，再要求地鐵營運商關閉地鐵站入口及出口。主辦方再轉移陣地至共青團廣場，紅村站及索科利尼基站的入口、出口旋即被關閉。抗議人士之後往納瓦尼遭押的巴特罗斯卡亚蒂什纳监狱行進。納瓦尼之妻尤利娅·纳瓦利纳娅因出席索科利尼基區的抗議活動繼1月23日之後再次遭到拘捕，並在數小時後獲釋，但因違反抗議法規而正受調查。警方在巴特罗斯卡亚蒂什纳监狱外頭展開大規模逮捕行動及嘗試驅散示威者，示威者於是調頭返回共青團廣場，但警方其後封鎖街，將示威者困住。反對派政治人物伊利亞·雅辛遭警方扣留。
在聖彼得堡，抗議活動主辦方因應執法當局關閉涅夫斯基大街而將集會移往少先隊廣場（Pionerskaya Square）舉行。抗議人士起先聚集在布萊恩史塔夫青年劇院附近，隨後往乾草廣場前進並與警方爆發衝突，警方使用催淚彈阻止示威者援救被捕的同伴。亦有報導指警方使用電擊槍，且有一名警官拿出手槍並指向抗議人士。執法當局驅散聚集在少先隊廣場的示威者後，示威者行經大道往莫斯科大街邁進，再移動至聖彼得堡立法議會建築物外頭，並在該處與警方衝突、遭强行驅散。示威者於是再返回布萊恩史塔夫青年劇院附近，主辦方宣佈集會結束，而聚集人士則遭警方驅散。饒舌歌手在生日當天現身支持抗議活動並遭警方逮捕，隨後獲釋。

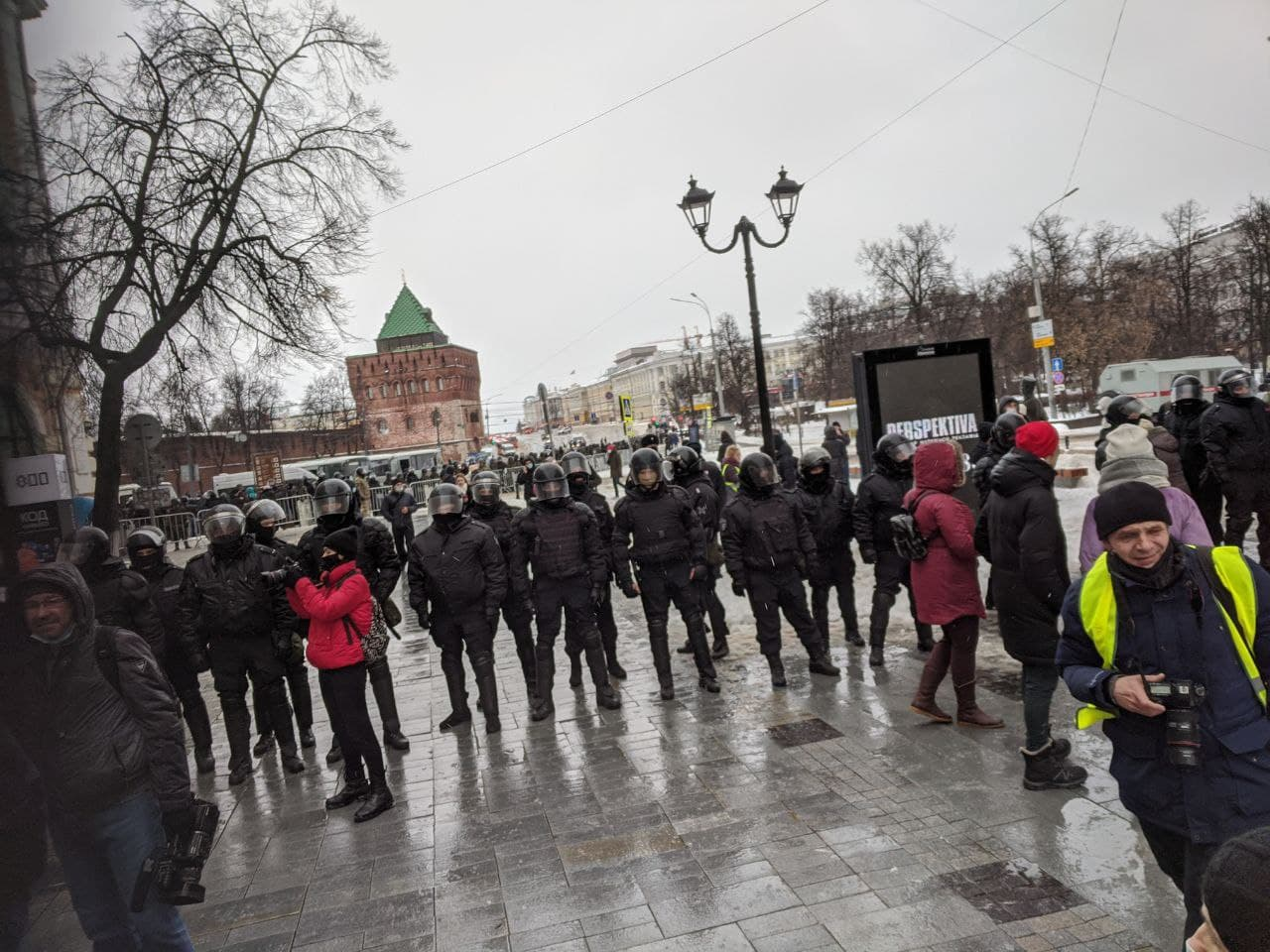
下諾夫哥羅德的米寧和波扎爾斯基廣場

在下諾夫哥羅德，俄羅斯聯邦國家近衛軍與警方封鎖了米寧和波扎爾斯基廣場，而下諾夫哥羅德地鐵高爾基站未對外開放。午後，執法當局開始在波爾沙雅-波克羅斯卡亞夫街拘捕抗議人士。抗議人士於是離開該街道並聚集在米寧和波扎爾斯基廣場庫茲馬·米寧的肖像附近，特別用途機動單位和警方將他們逼退至廣場之外。
指俄羅斯第三大城新西伯利亞有6,000人出席抗議活動，較前個星期的出席人數更多。第四大城葉卡捷琳堡的地鐵系統中九站有六站關閉。該市前市長葉夫根尼·羅伊茲曼不顧檢察官辦公室的警告，繼上個星期後再次出席抗議活動。媒體估計約7,000人到場抗議。
俄羅斯聯邦通信、信息技術與大衆傳媒監督局警告媒體機構若“散播有關非法集會的不實消息”，包括發佈“經誇大的非法集會參與人數”，有可能面臨巨額罰款。
報道指當日共有5,611人遭拘捕，其中包括莫斯科的1,800人以及聖彼得堡的1,300人，另有至少82名記者被扣。

### 2月2日：納瓦尼案件的宣判
2014年，納瓦尼因葉露芝案獲判緩刑，但歐洲人權法院2017年裁定該判決是“隨意且不合理的”。納瓦尼中毒後前往德國接受治療，俄羅斯聯邦監獄局在他返國后稱其違反緩刑條例將其拘捕，並尋求法庭判決將其緩刑替換為徒刑。莫斯科市法院下判當日，納瓦尼的支持者群聚在法庭外頭聲援他。的報告顯示法庭公佈裁決前已有354人被逮捕，包括在伊熱夫斯克遭拘捕的四人。
法院最後裁定納瓦尼長達三年半的緩刑將以徒刑取代，扣除之前他被居家監禁的時月後，他仍需服獄兩年半。
判決結果出爐后，納瓦尼團隊呼籲支持者即刻在克里姆林宮附近的馴馬場廣場進行示威，當局隨即在廣場周圍與莫斯科市中心加派防暴警察。警方封鎖了馴馬場廣場以及普希金廣場，不久後坐落於克林姆林宮東邊、為全世界最出名廣場之一的紅場也遭封鎖。莫斯科地鐵的獵人商行站、劇院站、革命廣場站均不對外開放。約一千名示威者聚集在特維爾大街，另有兩千名左右的示威者游行經過彼得羅夫斯基路（Petrovskiy Pereulok）。大多數抗議人士隨後前往普希金廣場，警方使用武力驅散示威者，並發生了多起警方濫用暴力的事件。報道亦指警方嘗試射下空中盤旋的無人機，防止抗議活動的真正規模曝光。
在聖彼得堡，有關當局先是關閉了地鐵圈樓站及涅瓦大道站，隨後馬雅科夫斯基站及起義廣場站也關站。
報告指共有1,463人遭拘捕，其中莫斯科被捕人數高達1,180人，而聖彼得堡也有280人被扣留。

#### 後續
2月4日，納瓦尼的幕僚長列昂尼德·沃爾科夫宣佈直到下個春天之前都不會再舉行抗議活動，以專注於應付同年秋季的國家杜馬選舉。他稱：“若我們每個星期都上街抗議，會再有數千人被捕、數百人被毆打……各區域總部的運作將會癱瘓，届時準備選舉根本是無稽之談。這不是納瓦尼想要的。納瓦尼要求我們專注在秋天的選舉”。他也表示團隊將動用“外交方法”讓納瓦尼獲釋，包括確保各國領袖對普丁及其政府施壓，要求釋放納瓦尼。

## 各界反應

### 国内反应
克里姆林宮新聞秘書德米特里·佩斯科夫指責美國插手俄國内政。美國駐俄大使館發佈警訊，提醒美國公民抗議事件在莫斯科的發生地點，且美國官員亦批評了警方的鎮壓行動。佩斯科夫也嘗試淡化抗議事件，表示“僅有少數人參與”，而且“很多人把票投給普丁”。俄羅斯聯邦外交部就該警訊傳召美國駐俄大使，該部副部長谢尔盖·里亚布科夫告訴大使约翰∙沙利文，俄方認爲警訊是“對該國内政的直接干預”。
俄羅斯總統普丁適逢塔基亞娜日與一群學生視訊時被問及他對抗議活動的感想。他表示“人人皆有在律法應允之框架内表達看法的權利，但任何不受律法所允許的行爲不僅將適得其反，且危險”。
納瓦尼的幕僚長列昂尼德·沃爾科夫將抗議活動稱頌為“戰勝恐懼”及“團結各路人士的全國性運動”。他也强調“我們并非異議人士”，而是“在為政治大多數奮鬥”
。

### 国际反应
英國外交大臣多米尼克·拉布譴責“俄羅斯有關當局對和平的抗議人士及記者使用暴力”，並促請俄羅斯政府“釋放和平示威的公民”。英國外交部發佈文告表示英方就“和平的抗議人士遭拘捕感到深切困擾”，且正“密切關注事態發展”。
美國國務院發言人内德·普萊斯就“示威者和記者遭受的粗暴手段”表示譴責，並呼籲俄方“釋放因行使普世權力而遭拘留的民衆” 。他亦敦促俄羅斯“全力配合國際間對納瓦尼中毒案的調查，並對該國境内有人使用化學武器一事做出令人信服的解釋”。
歐盟外交和安全政策高級代表何塞·波瑞爾表示他在2月5日出訪莫斯科時將施壓俄方釋放納瓦尼，並稱這是“與俄方討論相關議題、對現狀傳達清楚訊息的好機會”。歐盟各國的外交部長就是否對俄羅斯進行制裁進行了討論，唯現階段決定先暫緩執行。
日本外務大臣茂木敏充促請俄羅斯政府釋放納瓦尼，同時要求俄方“透明處事及將納瓦尼中毒案的凶手繩之以法”。茂木强調“日方正密切關注事件情況，並要求俄方釋放納瓦尼及遭任意逮捕的和平示威者”。
中华人民共和国外交部发言人赵立坚在1月25日主持例行记者会上就美國駐俄大使館發放警訊一事表示“注意到有关报道，中方一贯反对外部势力干涉主权国家的内政”。而另一外交部发言人华春莹就纳瓦利内返回莫斯科被捕一事則回应称“这是俄罗斯的内政，中方一贯反对外部势力对主权国家的内政进行干涉，且支持俄罗斯保持安全和稳定”。

#### 海外抗議

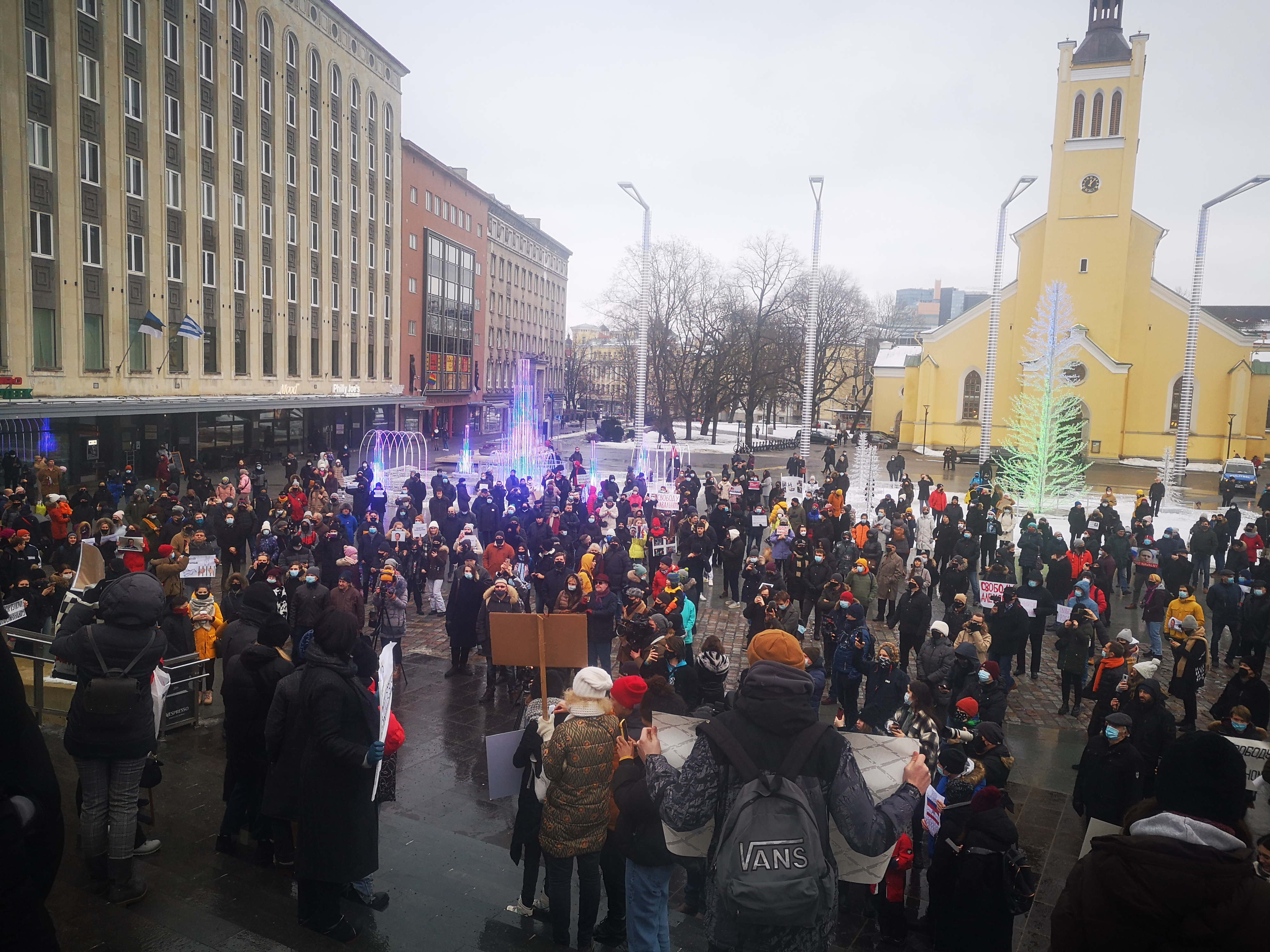
塔林自由廣場

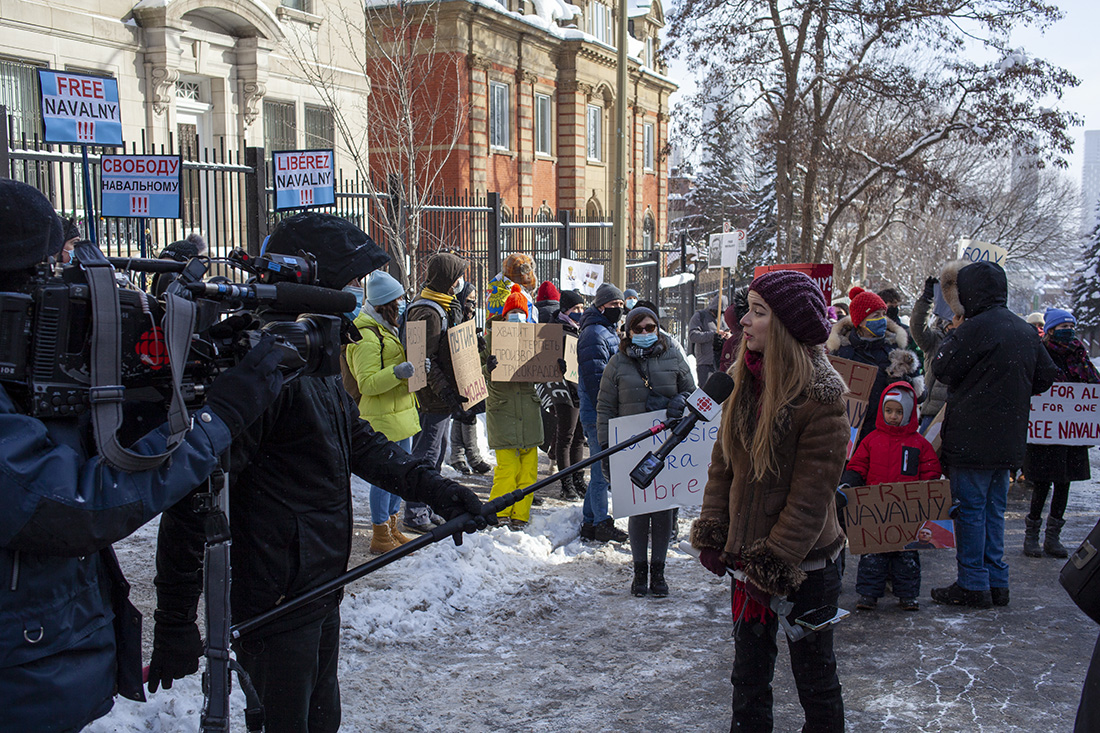
加拿大蒙特利尔

全球各國多個城市有民衆走上街頭舉辦聲援抗議，其中就包括了柏林、慕尼黑、布拉格、克拉科夫、赫爾辛基、倫敦、塔林、海牙、丹佛、維也納、特拉維夫、哥本哈根及東京等。
- 荷蘭海牙約有250人出席了集會[20][179] 。
- 德國柏林的抗議活動出席者約2,000名[180]。
- 大約150人在丹麥哥本哈根的俄羅斯大使館（英语：Embassy of Russia in Copenhagen）前聚集抗議[181]。
- 在瑞典斯德哥爾摩，約有80人在俄國大使館前集合示威[182]，第二大城哥特堡則有20人左右聚集在領事館外抗議[183]。
- 大約10人在塞爾維亞貝爾格萊德的聖薩瓦教堂外聚集，但隨後遭警方以“違反傳染病條例”驅散[184][185]。
- 以色列特拉維夫有約1,500至2,000人在俄羅斯大使館附近舉行集會，唯主辦方隨後應冠病相關規定呼籲群衆解散。數百名抗議者隨後往俄羅斯大使館方向游行。第三大城海法則有600至1,000名示威者舉行集會[186][187][179]。
- 摩爾多瓦的示威則兩極化，有民衆集會支持納瓦尼，反對他的人也同樣舉行示威[188]。

## 軼事
2021年1月，一名叫丹尼爾·阿格的男子因與抗議事件有關而被捕，但涉案的不是前丹麥國家足球隊隊長丹尼爾·阿格。2009年俄羅斯人丹尼爾·阿格將他的名字改成了丹麥語。他之前叫作德米特里·肯德爾。肯德爾為什麼改變他的名字並不為人所知，但是他可能一直是利物浦的粉絲。丹麥國家隊前隊長丹尼爾·阿格表示他在西班牙，在莫斯科的示威者非本人。

## 图片

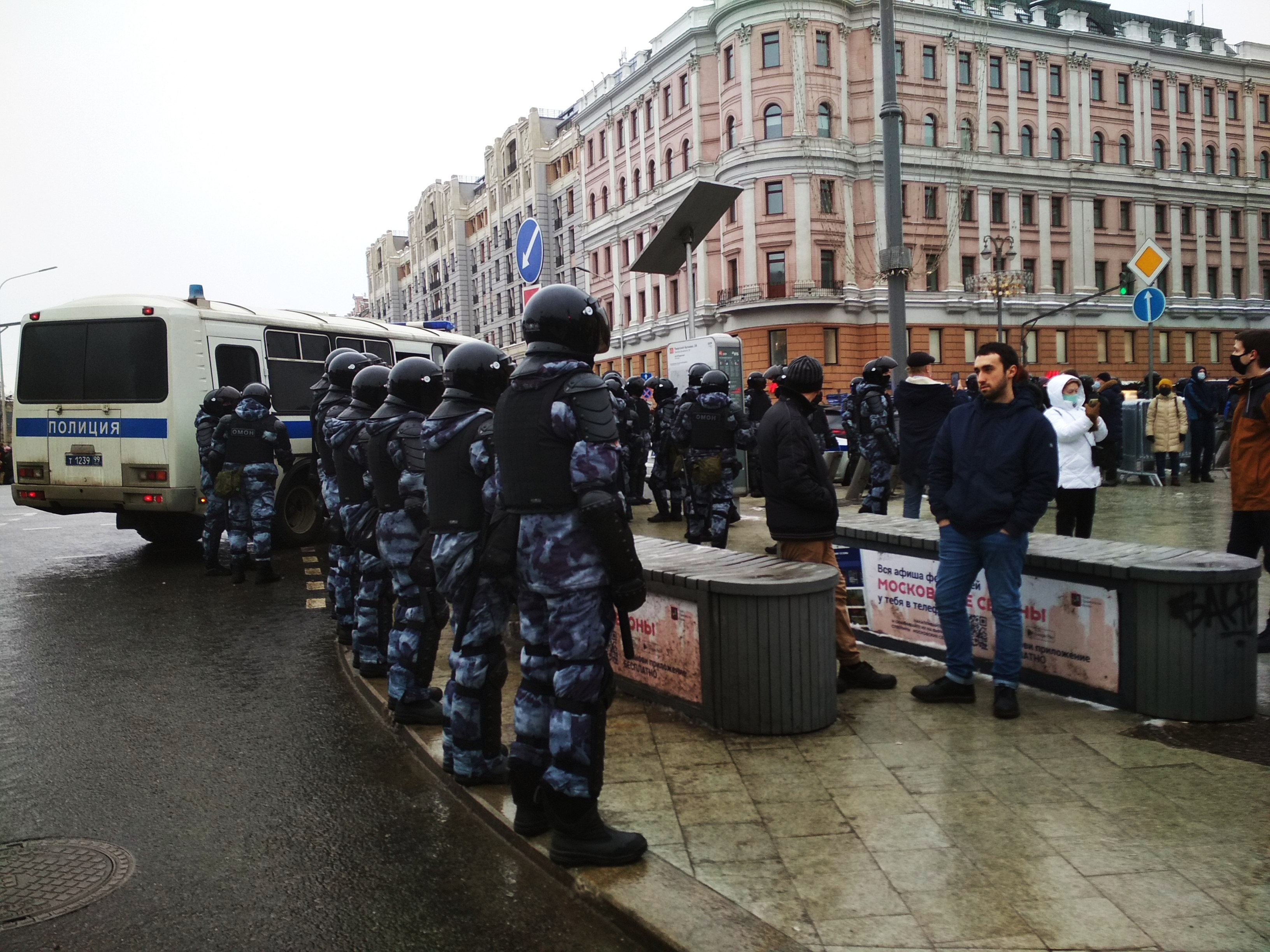
普希金广场部署的法警
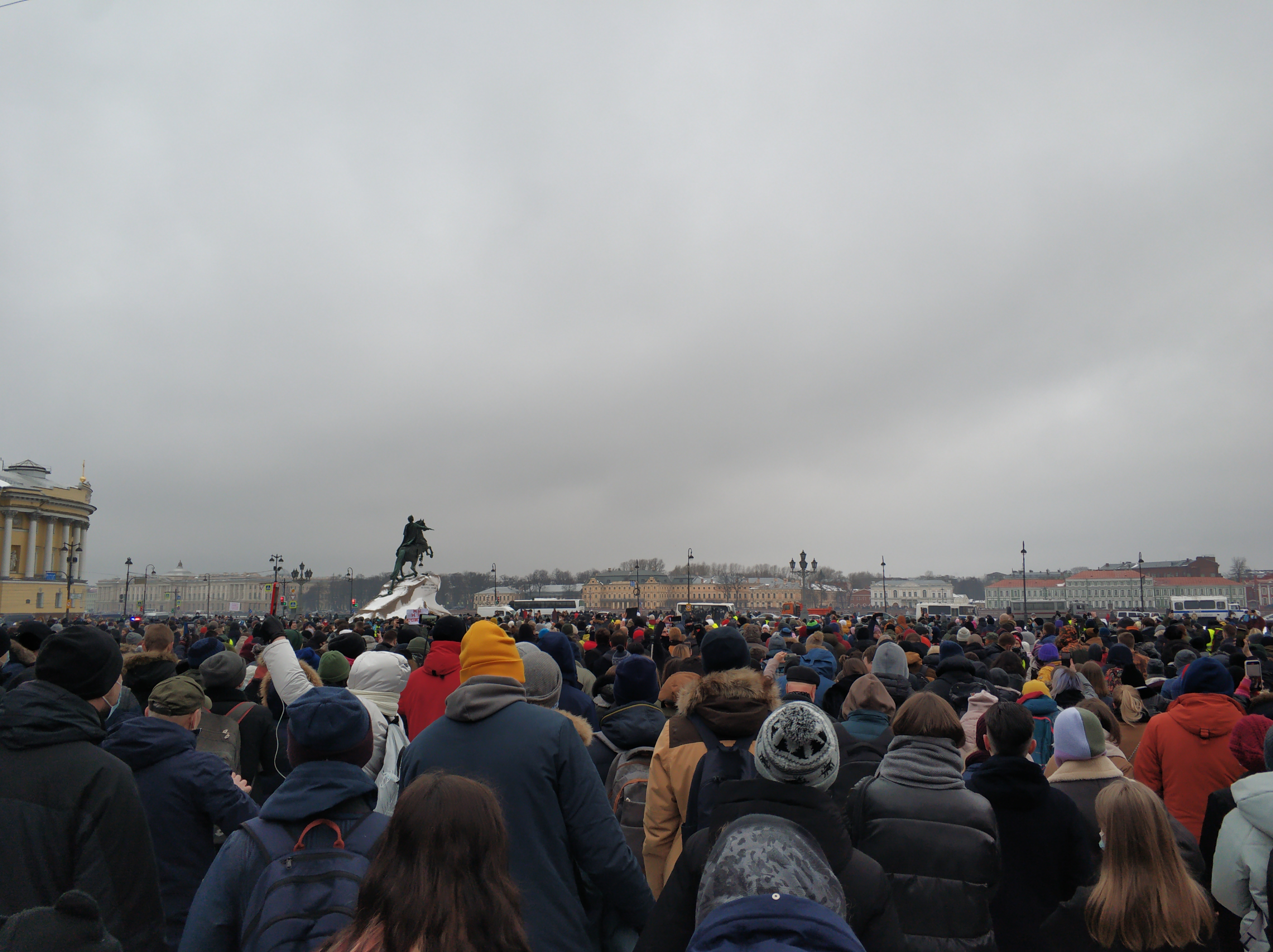
圣彼得堡的示威游行
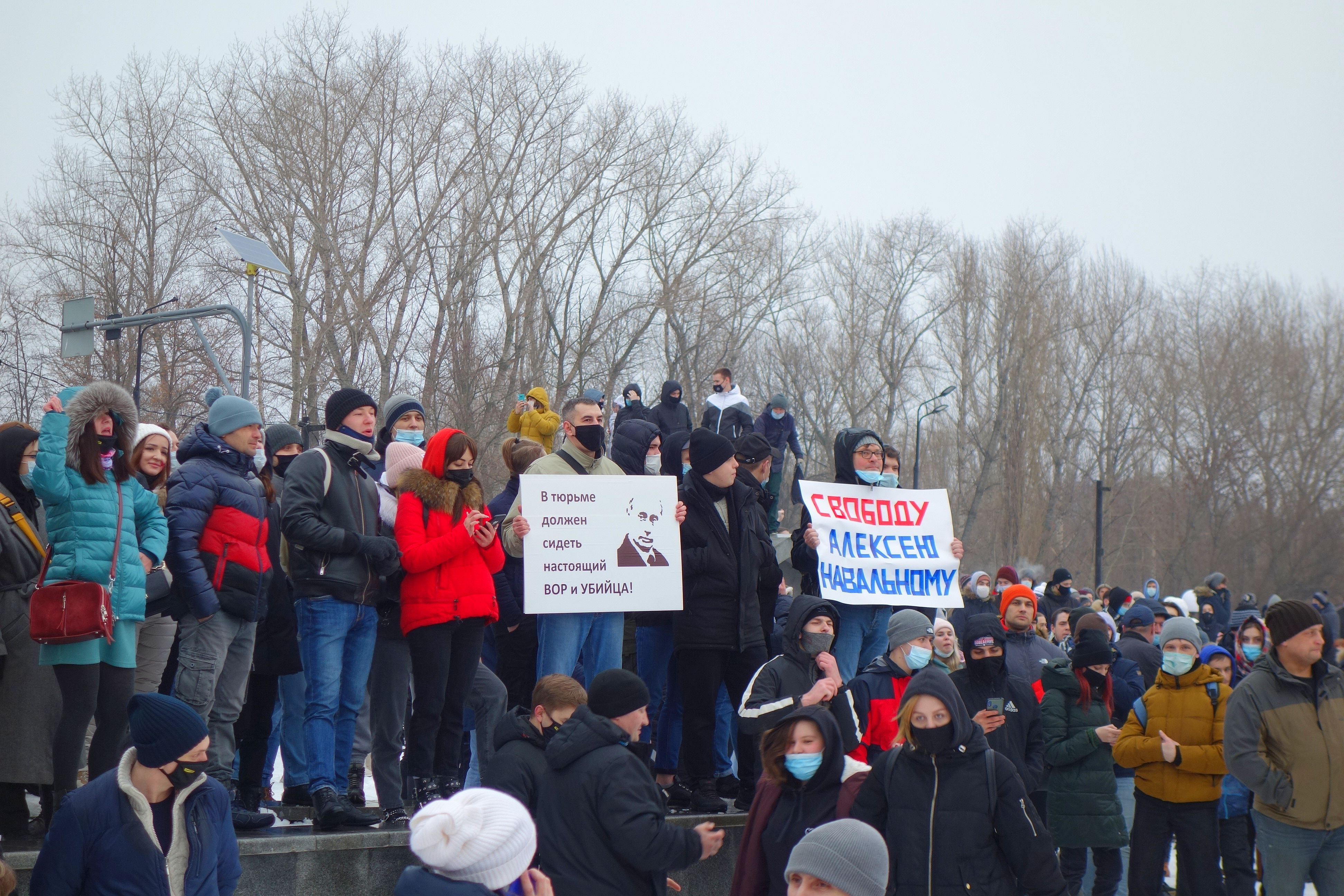
利佩茨克的示威抗议
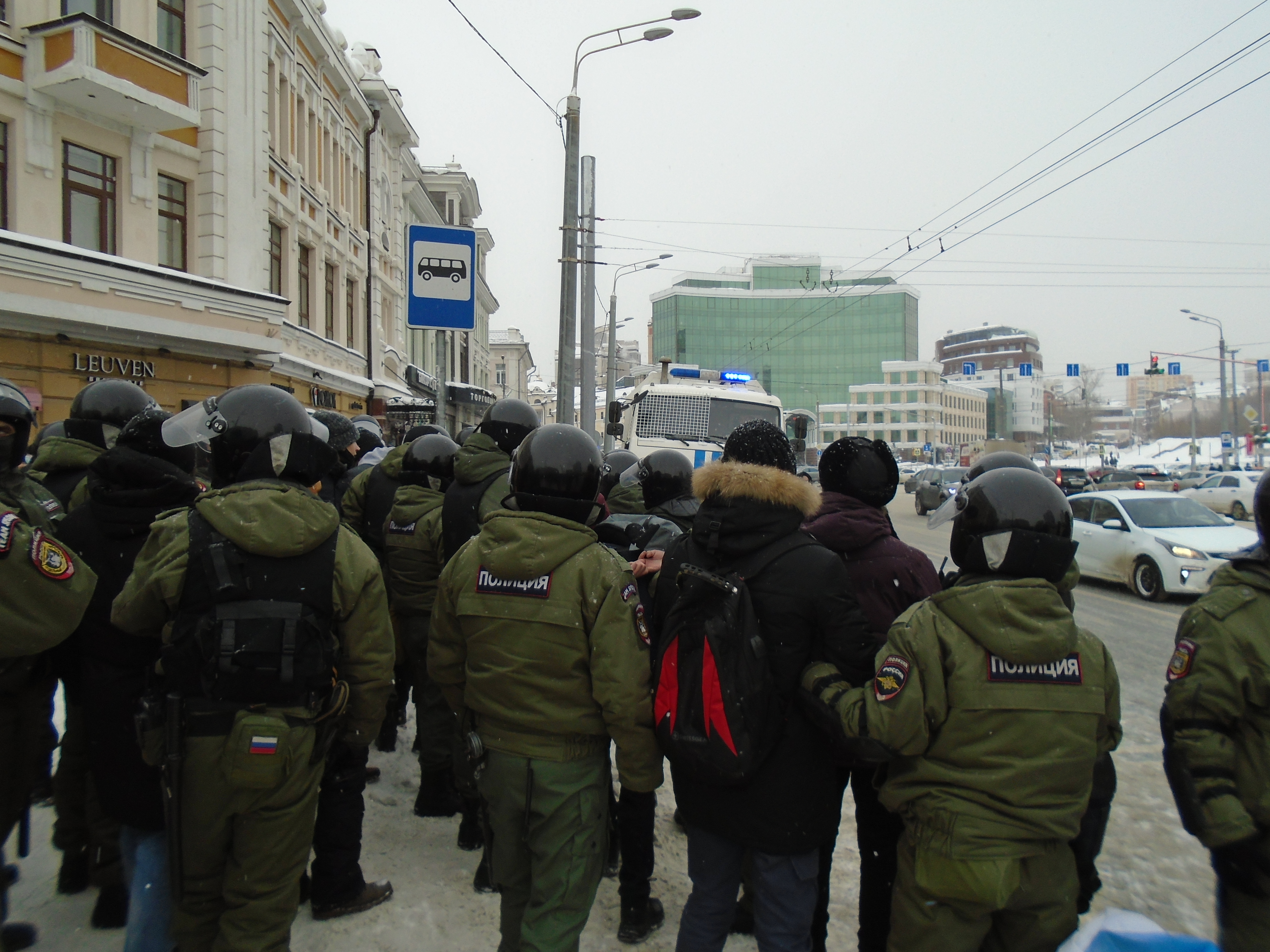
被拘捕的示威者，摄于喀山
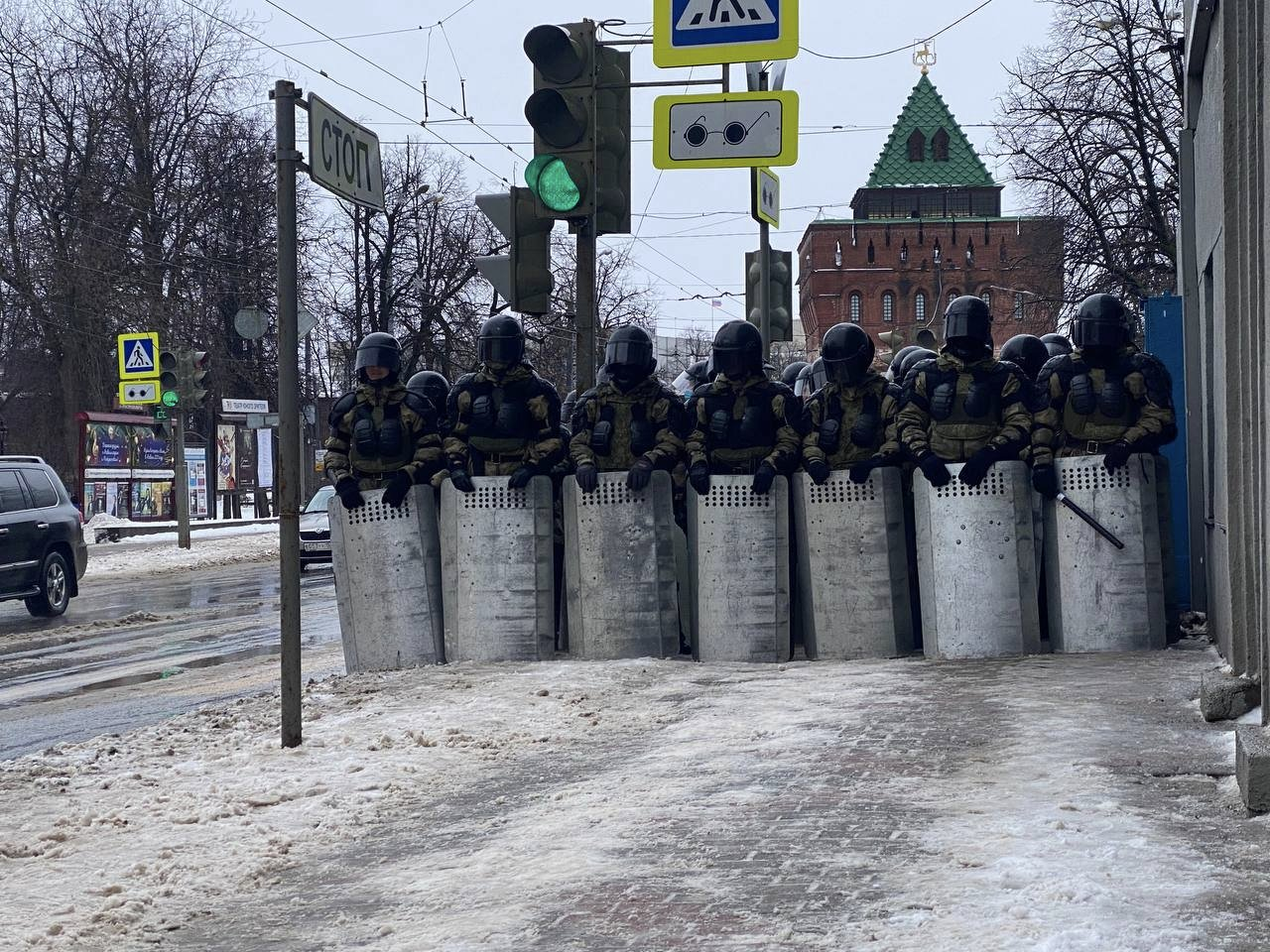
米宁和波扎尔斯基广场的法警
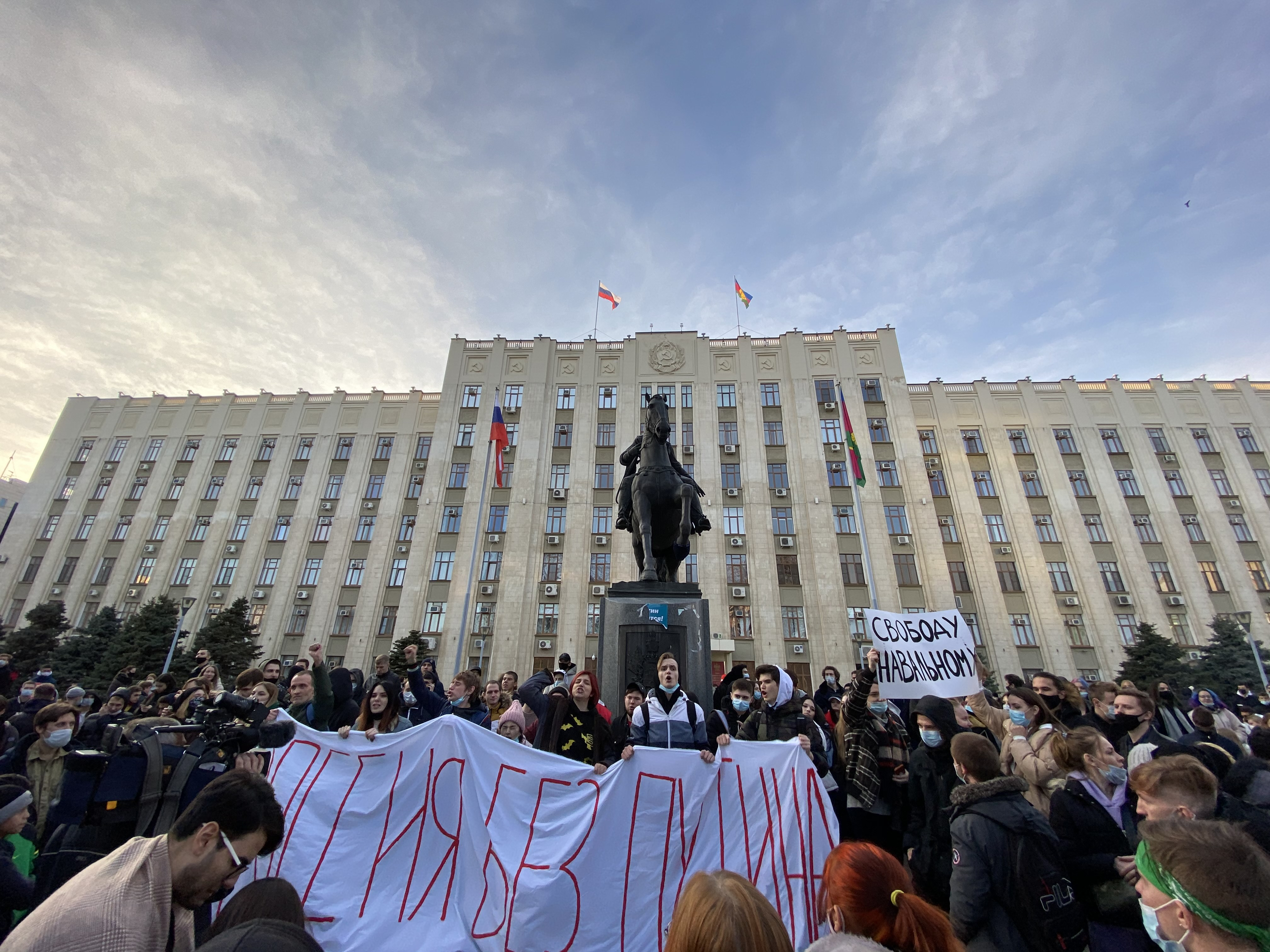
聚集在克拉斯诺达尔的示威抗议者